# Модель де Сіттера
Модель де Сіттера (світ де Сіттера, всесвіт де Сіттера) — клас космологічних моделей, розв'язки рівнянь ЗТВ з космологічною сталою, які описують вакуумний стан. Властивості останнього залежать від знака цієї сталої і дуже відрізняють його від «порожнього вакууму». Моделі з від'ємною космологічною сталою прийнято називати анти-де-сіттерівськими.
У де-сіттерівських моделях динаміка всесвіту визначається космологічною сталою, а внеском холодної речовини і випромінювання нехтують.
Вперше модель такого типу ввів Віллем де Сіттер. Вважається, що реальний Всесвіт описувала модель де Сіттера на дуже ранніх стадіях розширення (інфляційна модель Всесвіту). Нині, можливо, знову відбувається перехід до де-сіттерівського режиму розширення.